# 皇位簒奪
皇位簒奪（こういさんだつ）とは、本来皇位継承資格が無い者が天皇の地位（皇位）を奪取すること。あるいは継承資格の優先順位の低い者が、より高い者から皇位を奪取する事。ないしそれを批判的に表現した語。
本来皇位につくべきでない人物が武力や政治的圧力で君主の地位を譲ることを強要するという意味合いが含まれる。

## 概要
皇位簒奪と言う言葉は、「皇位は不朽の万世一系によるもの」という思想から出る言葉である。従って、皇統内で武力や政治的圧力により皇位の移動があっても簒奪とは一般的には言わない。また皇位は基本的に万世一系であるとされており、皇位簒奪の具体例として挙げられているものは、未遂、あるいは本当に皇位簒奪かどうかは学者の間でも議論が分かれているものとなる。
簒奪とは君主の地位を奪取する事である。皇位の場合とは異なり、諸外国の君主の場合は、確実に簒奪とされている例も多い、しかし実質的な内容が簒奪であっても表向きは「自主的に血縁関係が無い有徳の人物に君主の地位を譲る」禅譲と称されることがあり、これは前王朝から王位・帝位を獲得した方法について、肯定的ないし賞賛する立場からの表現であり、批判的な立場からは「簒奪」とされる。歴史上で企図した人物を確認出来るとされるが、それらにその意図があったかは不明な部分が多い。
今谷明は著書『室町の王権 足利義満の王権簒奪計画』（中央公論社）で足利義満の皇位簒奪説を説いた。しかし、中央公論社は嶋中事件の後遺症で「皇位簒奪」の用語を用いることを恐れ、今谷の反対を押し切って、「王権簒奪」という不正確な表題にしてしまったという。

## 歴史上の皇位簒奪の事例
上記の通り、皇位簒奪を行ったのか、あるいは皇位簒奪を目指していたかどうかについては議論が分かれている。

### 古代の天皇
崇神天皇・応神天皇・継体天皇など、古代の天皇の何人かは、前代の天皇とは血縁は無く皇位簒奪を行ったのではないかという説が存在する。ただし古代の天皇については、そもそも血縁による皇位継承を行っていたかどうか疑問を呈する意見もある。

### 蘇我氏
蘇我氏は大王家を凌ぐ権勢を誇り、皇極3年（644年）11月には、蝦夷と入鹿が甘樫丘に邸宅を並べ立て、これを「上の宮門」、「谷の宮門」と称し、入鹿の子供を「王子」と呼ばせ、蝦夷の畝傍山の東の家（橿原市大久保町の橿原遺跡か）も含め、これらを武装化したとされる。遂には自身が大王になろうとしたため、乙巳の変により誅滅されたと『日本書紀』が伝えている。

### 天武天皇
大友皇子（弘文天皇）は正式に即位しており、従って壬申の乱は天武天皇による皇位簒奪であったという説がある。さらに進めて、天武天皇が天智天皇の弟だったという通説に疑問を呈し、兄弟ではなかったのではないかという異説も存在する（佐々克明ら）。ちなみに、仮にこれが皇位簒奪であったとしても、天武天皇の血統は称徳天皇（孝謙天皇）を以て絶えており、その後の天皇は天智系に復している。

### 弓削道鏡
聖武天皇の出家（神⇒仏）、孝謙太上天皇の再即位（仏⇒神）など神仏混交が進み天皇の地位が変質するなか、孝謙天皇（称徳天皇）の看病禅師として宮中に入り、寵愛されるようになっていた道鏡は、天皇に準ずる法王に即位し、家政機関も設置されるなど事実上の女帝との共同統治者となり仏教事業や神祇を司った。更に二人の二頭体制によって皇太子を経ず形式的に天皇に即位すべく準備が行われた。間もなく女帝が死去した為実現しなかったとされる（宇佐八幡宮神託事件）。道鏡は神託を否定するが、下野の薬師寺造寺別当として左遷された。
もっとも、この事件は「道鏡が皇位を狙った」事件ではなく、女帝が「（皇族ではない）道鏡に皇位を譲ろうとした」事件とする見方もある。また、道鏡が仮に皇位に就いたとしても、僧侶である彼が子孫を残すことが出来ないことから一代限りに終わってしまうため、「次の皇位継承者」が必要となる（河内祥輔は道鏡の即位は本命の皇位継承者につなぐための中継ぎとしての構想だったとしている）。更にこの事件を記した『続日本紀』が、女帝の死によって皇位継承権を得た光仁・桓武両天皇時代の著作で、その正当性の誇示を目的に執筆されたとも言われているため、留意する必要がある。

### 平将門
平将門は、一族の内部抗争を勝抜き坂東（関東一円）を制圧すると、天慶2年（939年）、上野国庁で即位の儀礼を行った。八幡大菩薩の使いを称する巫女が宣託を告げ、興世王から「新皇」の号を進呈されたという。新皇位への即位は京都朝廷へ奏上を行っており、相対する新たなる天皇という意味で新皇を名乗った。しかし将門は、敵対勢力への対応に忙殺されて翌年には討たれているためその政治目的は不明瞭であるが、独自に諸国受領などの文武百官を任命するなど支配機構の確立も行っている。新皇即位など一連の行動を証拠として、「坂東独立王国」を築こうとしていたとする説が主張されている。
なお平将門の出身である桓武平氏は、臣籍降下した皇胤であり、将門は桓武天皇の玄孫（一説には来孫）にあたる。

### 以仁王
後白河法皇の子である以仁王は、平家を後ろ盾に持つ異母弟高倉天皇が即位したのに対し、自らが皇位に就くどころか親王宣下すら受けられない現状に不満を抱き、平家政権打倒を計画するが事前に露見したために園城寺などの支持を受けて挙兵し、源頼政とともに戦うが敗死した。その際に王が令旨を出して全国の源氏に平家政権打倒を呼びかけた。その令旨に「断百王之跡」「尋天武天皇舊儀」「御即位之後。必随乞可賜勸賞也。」と書かれている（『吾妻鏡』）。これを以仁王が平家が立てた高倉・安徳両天皇の正統性を否定して、天武天皇の旧儀（先例）に倣って、平家とともに高倉上皇・安徳天皇を倒して自らが皇位に就くことを宣言し、なおかつ即位後の褒賞の約束まで行ったと言われている。以仁王は天皇の皇子であるが、現在の皇統を実力で倒して自ら皇位に即位することを宣言したという点では皇位簒奪であると言える。実際に以仁王の令旨を奉じて上洛した源義仲は、令旨を根拠に平家とともに西国に逃れた安徳天皇（高倉上皇は既に崩御）に代わって以仁王の遺児北陸宮の即位を後白河法皇に迫り、それがならないと知るや法住寺合戦を起こして後白河法皇を幽閉している。また、平家滅亡後も安徳天皇の異母弟である後鳥羽天皇の子孫が皇位を継承したのに対して以仁王に対する名誉回復がなされず、謀反人として処罰された者、すなわち「刑人」として扱われている（『玉葉』建久7年正月15日条）。

### 足利義満
南北朝の動乱により、皇室と公家勢力の権力及その権威が低下すると共に、室町幕府の成立以来、足利将軍家の権威は皇室に迫り、実質的に日本の君主としての役割を担った。とりわけ三代将軍足利義満は朝廷への影響力を強め、公武を超越した権威と権力を持つに至った。天皇・治天の代わりに、中国の明朝皇帝から「日本国王」として冊封を受け独自の外交を行っているが、これを国内的な君主号としての天皇の権威に対抗するためであり、簒奪の為の準備の一つであるとの説がある（ただし、貿易の利便性を高める為、冊封を受けたとの説もある）。
晩年には、実子義嗣を親王に準ずる形で元服させた。義満が皇位簒奪を企てているとする論者は、義嗣を皇位に就かせ、自らは上皇（治天）に就く意図があったものとする。しかしその直後に義満は後継者不指名のまま急死し、四代将軍となった足利義持や幕府重臣により勘合貿易など義満の諸政策も停止された。義満の皇位簒奪説は、一方で皇統の正当性は血統により発生するという反論もあり、疑問視する声も根強い。しかし義満の死後、朝廷が「鹿苑院太上法皇」の称号を贈った事（義持は斯波義将らの反対もあり辞退）、相国寺が過去帳に「鹿苑院太上天皇」と記しているのは事実である。
しかし榎原雅治教授（東京大学史料編纂所）によれば、現在では、義満の公家化は、朝廷側にも義満を利用しようという思惑があったとの考えが定説になりつつあるという。当時財政的に窮乏していた朝廷は、政治的安定によって経済的支援などを得ようとした。権威の復興を図る朝廷と、武家の中で足利家の権威をより高めようとする義満の意図が一致し、義満が公家化したとされる。
なお足利将軍家は、清和天皇の子孫が臣籍降下した清和源氏の一流（河内源氏）であり、皇胤であるため皇室とは遠い血縁関係にあたる。

### 織田信長
明治から昭和戦中においては、信長は「勤皇家」としての性格が強調された。明治の初年には京都市に信長を祀った建勲神社が建立された。また、国定教科書では、上洛の目的が天皇の権威の復興を目的としたことや、天皇の権威の復興の為に神宮式年遷宮を復活させたことなどの実績が強調された。
そのため、信長の皇位簒奪説が強調されるようになったのは、昭和戦後からである。
戦国時代後期、織田信長は足利義昭を将軍として上洛を行ったが、程なく信長と義昭の間に対立が生じ、その結果義昭は追放され室町幕府は滅亡した。また信長は、時の正親町天皇とは当初協調路線をとっていたが、しだいに自らを神格化するような行動を取り、さらには朝廷が決定する暦の制定にまで口をはさむようになった。朝廷は、まず信長を右大臣とし、更には太政大臣、関白、征夷大将軍のいかなる官位をも授けると打診したが、信長はそれを辞退。その一方で京都で馬ぞろえ（軍事パレード）を行い、朝廷を威嚇したとされる。この様な行動から、信長は天皇を廃して自身が日本の王になろうとしたのではないかという説がある。そのため、朝廷を敬う明智光秀によって本能寺の変で殺されたとされる。いわゆる「朝廷陰謀説」である。
しかし近年では、天皇を招くための「仮の御所」と思われる遺跡が安土城内部で発見されていることや、信長自身も浅井長政、朝倉義景との戦いや石山合戦では天皇に仲裁を求めたりしていることから、信長には天皇を廃する意思がなかった、あるいは不可能ではなかったかと言われている。
ただしこの仮御所の存在は、自らの為との説もある。